# Karol Bohdanowicz

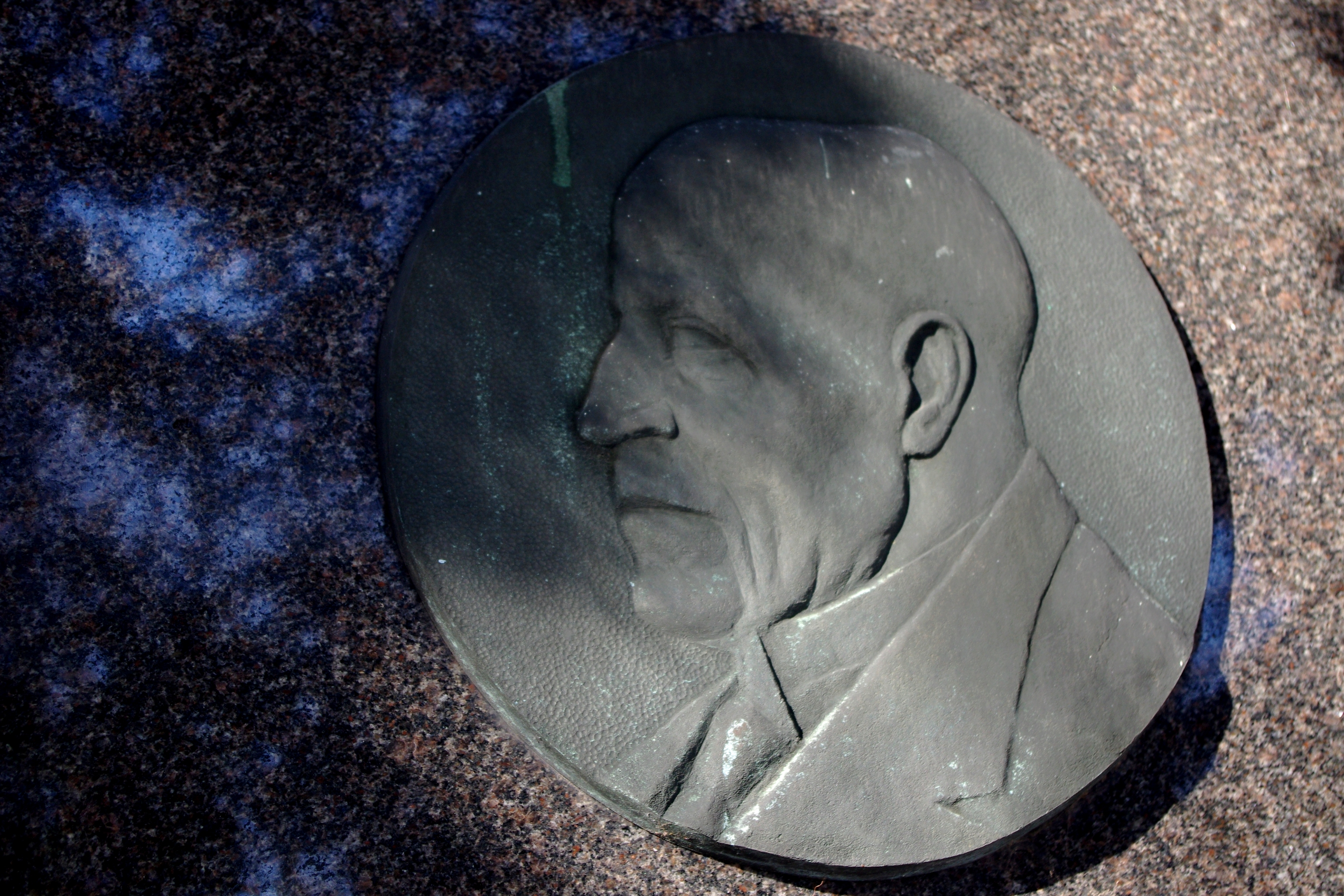
Grób geologa Karola Bohdanowicza w alei zasłużonych na cmentarzu Powązkowskim w Warszawie

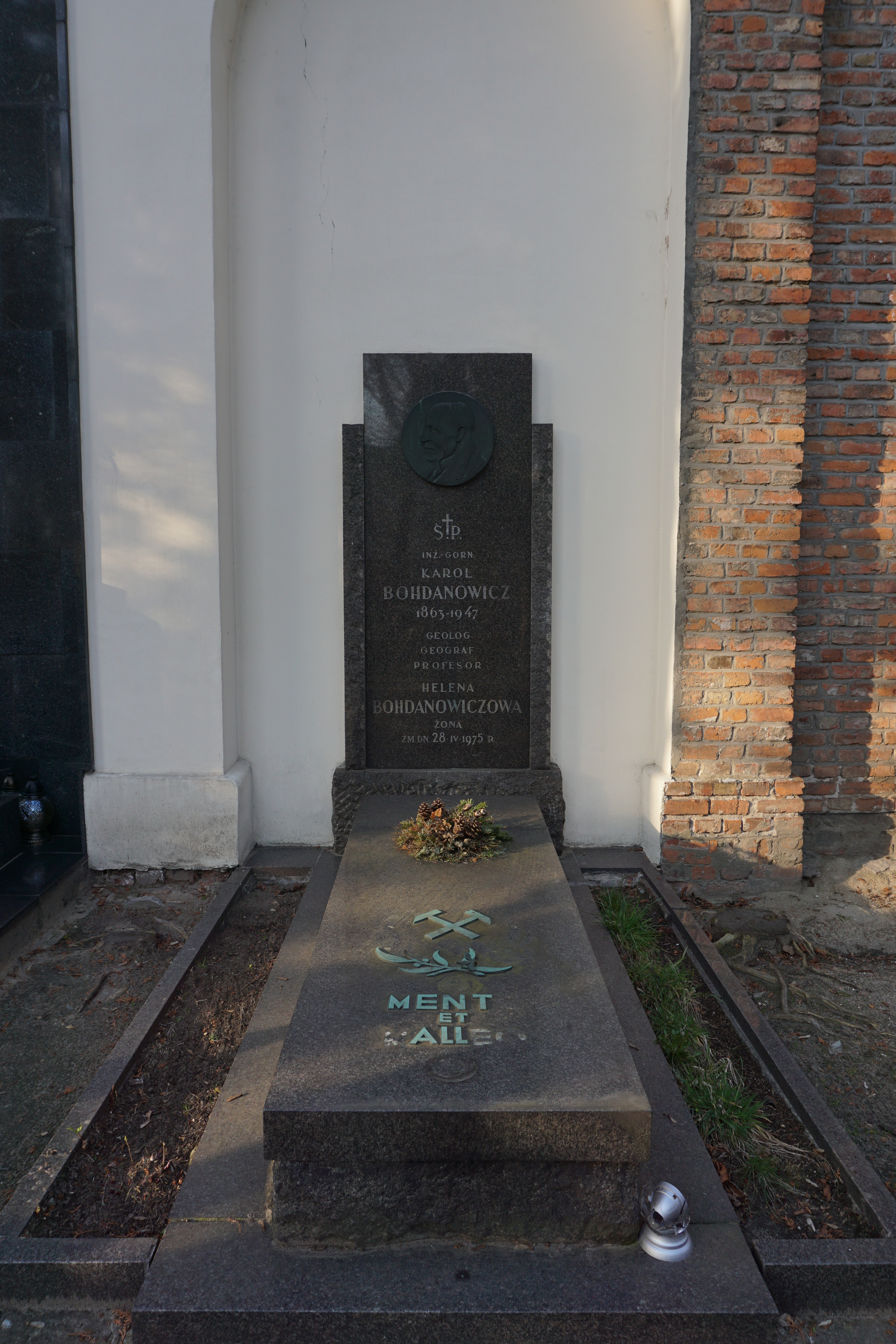
Grób Karola Bohdanowicza na cmentarzu Powązkowskim

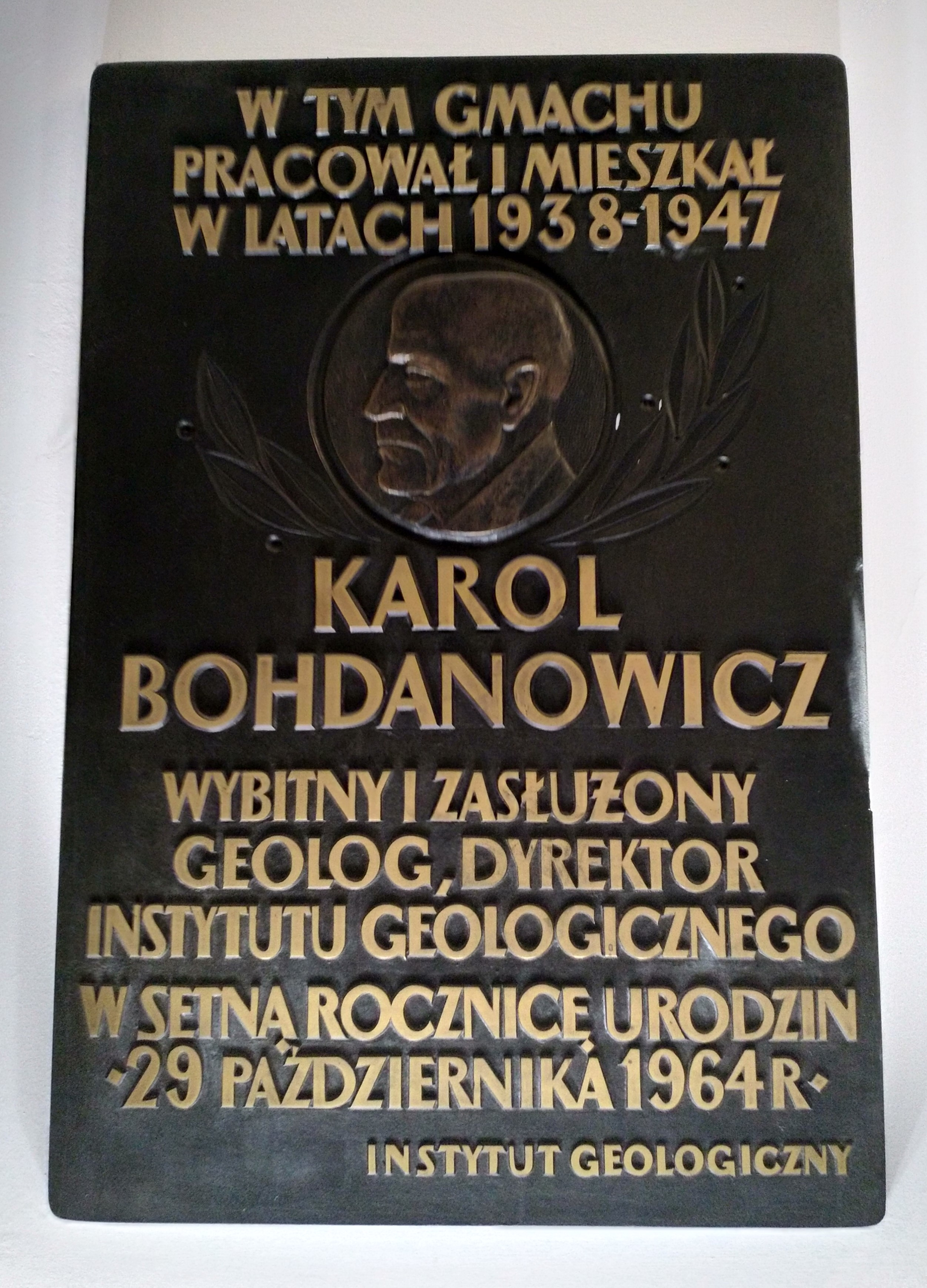
Karol Bohdanowicz, tablica pamiątkowa w Państwowym Muzeum Geologicznym w Warszawie

Karol Bohdanowicz (ur. 29 listopada 1864 w Lucynie, zm. 5 czerwca 1947 w Warszawie) – polski geolog, specjalista w dziedzinie geologii złożowej i górnictwa, geograf.
Badania Karola Bohdanowicza przyczyniły się do budowy zakaspijskiej linii kolejowej oraz umożliwiły oszacowanie złóż ropy naftowej na pustynnych terenach Niziny Nadkaspijskiej. Odkrył on także pokaźne złoża złota na Syberii.
Był autorem ok. 200 prac naukowych, w tym szeregu podręczników z zakresu geologii złóż oraz dwóch monografii: Surowce mineralne świata i Rudy żelaza.

## Życiorys
Urodził się w powiatowym mieście Lucyn w guberni witebskiej, w rodzinie szlacheckiej wyznania rzymskokatolickiego. Był synem Jana Pawła, sędziego, i Zofii z Kononowiczów. Miał starszego brata Angela (1860–1907), publicystę i krytyka literackiego. Ukończył gimnazjum wojskowe w Niżnym Nowogrodzie w 1881, a następnie Oddział Górniczy Instytutu Górniczego w Petersburgu w czerwcu 1886 z tytułem inżyniera górniczego. W trakcie studiów, w 1885, wziął udział jako kolektor w wyprawie geologicznej wybitnego rosyjskiego geologa, T. Czernyszewa, na Ural.
Po studiach pracował jako geolog przy budowie kolei zakaspijskiej i złatoustowskiej, jako geolog rozpoznający budowę geologiczną podłoża, na którym miano budować tory i mosty, ale także przy poszukiwaniu złóż w pasie budowy linii kolejowej, zwłaszcza zaś węgla kamiennego niezbędnego dla ówczesnych lokomotyw. Od sierpnia 1887 przez dwa lata kierował badaniami przy budowie odcinka wojskowej linii kolejowej w Samarkandzie. Badania jego objęły góry Uly Balkan, Kopet-dag i ich przedłużenie w północnej Persji (Góry Turkmeńsko-Chorasańskie), niemal zupełnie ówcześnie nieznane. Badał również złoża turkusów i miedzi w pobliżu Niszapuru. W 1888 badał także wody mineralne w Starej Rusi (gubernia nowogrodzka).
W latach 1889–1890 wziął udział jako geolog w ekspedycji Rosyjskiego Towarzystwa Geologicznego do Tybetu i w górski obszar Kunlun. Ekspedycją tą pierwotnie miał kierować generał Nikołaj Przewalski, który jednak zmarł nagle 1 listopada 1888 w mieście Karakoł nad jeziorem Issyk-kul. W tej sytuacji kierownikiem wyprawy został pułkownik Michaił Piewcow. Bohdanowicz był pierwszym geologiem w ogromnej większości zwiedzonych okolic. Badał zwłaszcza złoża złota i nefrytu, gromadząc bogatą kolekcję minerałów. Oprócz badań na przestrzeni ok. 4000, które przeszedł wraz z wyprawą, zbadał jeszcze ok. 2000 km tras w trakcie indywidualnych wypadów, głównie w górach. Wykonał blisko 250 pomiarów wysokości hipsometrem, wysokości wielu szczytów pomierzył trygonometrycznie. Materiały wówczas zebrane rozpoczął opracowywać w kwietniu 1891, w Komitecie Geologicznym w Petersburgu. Za wyniki tych badań otrzymał Wielki Medal im. Przewalskiego od Rosyjskiego Towarzystwa Geograficznego. W grudniu 1891 został wysłany na trzy miesiące do Austrii, Szwajcarii, Belgii i Niemiec, m.in. po to, by zapoznać się w tych krajach z kolekcjami geologicznymi zebranymi w Azji.
W 1892 został delegowany na 3 lata do wyprawy górniczej przygotowującej budowę transsyberyjskiej linii kolejowej, jako kierownik grupy badawczej. Prace prowadzono od Syberii Zachodniej do wybrzeża Morza Ochockiego. W czasie pracy koło Irkucka brał udział w odkryciu dużych, wydobywanych do dziś, złóż węgla kamiennego w Czeremchowie i złóż nefrytu. Od czerwca 1895 brał udział w Ekspedycji Ochocko-Kamczackiej (od 1898 jako kierownik całej ekspedycji), poszukującej złóż złota nad brzegami Morza Ochockiego, na zachodnim brzegu Kamczatki i na Wyspach Szantarskich. Prace i opracowania wykonane przez ekspedycję dały podstawy wiedzy geologicznej o tej trudno dostępnej części Azji. W czerwcu 1900 był delegowany na osiem miesięcy na Półwysep Czukocki i w jego okolice. W 1901 prowadził badania we wschodniej części Kaukazu, a potem wykonywał zdjęcia geologiczne złóż roponośnych Kubania.
W uznaniu zasług na polu odkryć geograficznych został w 1895 mianowany honorowym członkiem Holenderskiego Towarzystwa Geograficznego, w 1900 otrzymał złoty medal na Wystawie Powszechnej w Paryżu za mapy topograficzne i geologiczne wybrzeży Morza Ochockiego, a w 1902 otrzymał Złoty Medal Konstantinowski od Rosyjskiego Towarzystwa Geograficznego.
W czerwcu 1901 został przyjęty na stanowisko geologa Komitetu Geologicznego w Petersburgu, głównego urzędu geologicznego kraju, a od stycznia 1903, po przeprowadzonej habilitacji, dodatkowo na profesora nadzwyczajnego w Katedrze Geologii Instytutu Górniczego, wykładając również geologię w Instytucie Inżynierów Komunikacji. W październiku 1907 awansował w Komitecie Geologii na starszego geologa.
W sierpniu 1908 wyjechał na jeden miesiąc na Kaukaz, na badanie wód mineralnych (źródło Narzan). W lutym 1909 przebywał miesiąc we Włoszech, zapoznając się z problematyką trzęsień ziemi. Od czerwca 1909 przez cztery miesiące badał kubański rejon naftowy. Kolejne cztery miesiące spędził tam w lecie 1910. W tym samym roku zapoznawał się z poszukiwaniami złóż ropy naftowej w Austrii i Rumunii.
W maju 1911 mianowany został profesorem zwyczajnym w Katedrze Geologii Instytutu Górniczego, nadal pracując jako starszy geolog Komitetu Geologicznego. Latem 1911 przez cztery miesiące badał tereny nawiedzone trzęsieniem ziemi w Kraju Turkiestańskim (Tienszan). Pozostawił tam po sobie ślad w toponimice terenu w postaci nazwy Lodowca Bohdanowicza, którą otrzymał lodowiec usytuowany najbliżej stanicy Wiernyj. Następnie, przez kolejne cztery miesiące prowadził badania na Kubaniu. Kontynuował je przez dwa miesiące w lecie 1912. Główny nacisk w tych badaniach położony był na rozpoznanie i wydobycie złóż ropy naftowej w okolicach Baku i w Kazachstanie.
W związku ze swoimi zainteresowaniami wyjeżdżał w tym czasie na krótkotrwałe wyprawy na wyspę Jawa i do Kalifornii, by zapoznać się z nowoczesnymi urządzeniami i metodami wydobycia ropy. Później, w oparciu o swoje doświadczenia górnicze z Kaukazu, pracował jako ekspert przy rozpoznaniu złóż ropy naftowej w wielu krajach świata.
12 stycznia 1913 został mianowany p.o. wicedyrektora Komitetu Geologicznego, a 24 lutego 1914, po śmierci T. Czernyszewa, został dyrektorem tej instytucji (nominację podpisał car Mikołaj II w dniu 28 stycznia 1915). W 1916 został wydelegowany przez rząd rosyjski do Hiszpanii i Portugalii do przebadania tamtejszych złóż wolframu i platyny. Z kolei w maju 1918 Rada Instytutu Górniczego powołała go na dwa lata na stanowisko dziekana Wydziału Geologiczno-Poszukiwawczego. Ta sama Rada odwołała go później ze składu profesorskiego Instytutu Górniczego z dniem 1 października 1919.
Na ziemiach polskich Bohdanowicz wystąpił po raz pierwszy w 1905, jako kierownik prac geologicznych w Zagłębiu Dąbrowskim. Ich celem miała być ekspertyza dotycząca występowania złóż węgla kamiennego i rud metali w tamtejszych dolomitach. W 1917 nawiązał kontakt z Polską Naradą Ekonomiczną w Piotrogrodzie. W październiku 1917 przedstawił jej rozprawę Złoża mineralne ziem polskich. W tym czasie pojawiły się też inne jego prace związane z Polską.
Do kraju powrócił w lipcu 1919. W Warszawie objął kierownictwo przedstawicielstwa na Polskę firmy naftowej Bracia Nobel (Standard Nobel). W tym charakterze pracował do 1938. Od 1919 badał złoża naftowe w Polsce (Bitków, Borysław). Oprócz opracowań złóż ropy naftowej w Karpatach opublikował istotne opracowania złóż rud cynku i ołowiu z rejonu Olkusza.
Jednocześnie, w lipcu 1921 Naczelnik Państwa mianował Bohdanowicza profesorem zwyczajnym geologii stosowanej i od jesieni tego roku Bohdanowicz prowadził wykłady w Katedrze Geologii Stosowanej Akademii Górniczej w Krakowie. Wiele razy wyjeżdżał za granicę jako ekspert. m.in. w 1920 badał obszary roponośne we Francji, w 1922 na Łotwie, a w roku 1923 ponownie we Francji oraz w Algierii. Podczas XVI Międzynarodowego Kongresu Geologicznego w 1933 zapoznał się z warunkami występowania złóż mineralnych w Ameryce Północnej. W 1935 przeszedł na emeryturę i został mianowany profesorem honorowym Akademii Górniczej.
Piastował stanowisko (pierwszego) przewodniczącego Polskiego Towarzystwa Geologicznego, Polskiego Towarzystwa Geograficznego, wiceprezesa Societé Géologique de France, był członkiem zwyczajnym Polskiej Akademii Umiejętności, Akademii Nauk Technicznych, Towarzystwa Naukowego Warszawskiego.
14 kwietnia 1938 został powołany na stanowisko dyrektora Państwowego Instytutu Geologicznego i pozostał nim do śmierci w dniu 5 czerwca 1947.
Materiały archiwalne Karola Bohdanowicza znajdują się w PAN Archiwum w Warszawie pod sygnaturą III-4.
Pochowany na cmentarzu Powązkowskim w Warszawie (kwatera Aleja Zasłużonych-1-28). Na jego grobowcu widnieje mylnie przyjęta data urodzenia „1863” zamiast „1864”.
Był dwukrotnie żonaty. Pierwszą żoną była Pelagia Rozanow (zm. 1911). W 1916 ożenił się powtórnie, z Heleną Raube (1898–1975).

## Ordery i odznaczenia
- Krzyż Komandorski z Gwiazdą Orderu Odrodzenia Polski (29 stycznia 1946)[7]
- Krzyż Komandorski Orderu Odrodzenia Polski (19 marca 1936)[8][9]

## Nagrody
- 1900 – Złoty Medal Wystawy Powszechnej w Paryżu za mapy jego autorstwa,
- 1902 – wielki medal im. Przewalskiego Rosyjskiego Towarzystwa Geograficznego i złoty medal Konstantinowski,
- 1905 – nagroda Helmersena rosyjskiej Akademii Nauk za prace geologiczne[10].

## Upamiętnienie
W 1946 jego imieniem nazwano przylądek na południu wyspy Sachalin i wulkan na wyspie Paramuszyr w grupie Wysp Kurylskich, później lodowiec w Górach Środkowokamczackich oraz miejscowość w zachodniej Syberii, na wschód od Jekaterynburga.
W 1978 minerałowi o wzorze chemicznym AgBiSe2 nadano nazwę bohdanowiczyt.